# Trumpler 14
Trumpler 14 ( Tr 14 ) es un cúmulo abierto , ubicado dentro de las regiones internas de la Nebulosa Carina , aproximadamente 8,980 años luz de la Tierra. Junto con el cercano Trumpler 16 , son los grupos principales de la asociación estelar Carina OB1 , que es la asociación más grande en la Nebulosa de Carina, aunque Trumpler 14 no es tan grande ni tan masivo como Trumpler 16.
Al menos 2.000 estrellas se han identificado en Trumpler 14 y la masa total del cúmulo se estima en 4.300 masas solares.

imagen de la nebulosa Carina en infrarrojo, Trumpler 14 se puede notar cerca del centro de la imagen.

## Otras características
Debido a su ubicación dentro de las partes internas de la Nebulosa Carina, Trumpler 14 está actualmente experimentando una formación masiva de estrellas. Como resultado, el cúmulo de estrellas exhibe muchas estrellas del tipo espectral A, que son muy masivas (al menos 10 masas solares), de corta duración y calientes ( al menos 20 000 K ). La estrella más luminosa del cúmulo es HD 93129 , un sistema triple que consta de tres estrellas de clase O individuales. También se encuentra HD 93128 , una estrella de secuencia principal extremadamente caliente y joven.
Al igual que Trumpler 16 en unos pocos millones de años, a medida que sus estrellas mueran, desencadenará la formación de estrellas ricas en metales, y en unos pocos cientos de millones de años, Trumpler 14 probablemente se disipará.